# Aggressive Inline (datorspel)
Aggressive Inline är ett aggressivt skridskoåkningsspel från 2002 som utvecklats av Z-Axis Ltd., publicerat av Acclaim Entertainment under deras AKA Acclaim-etikett, och släpptes till PlayStation 2, Xbox och GameCube. Spelet har professionella inlineskridare, inklusive Chris Edwards, Eito Yasutoko, Franky Morales, Jaren Grob och Taïg Khris.